# Giambattista Nolli

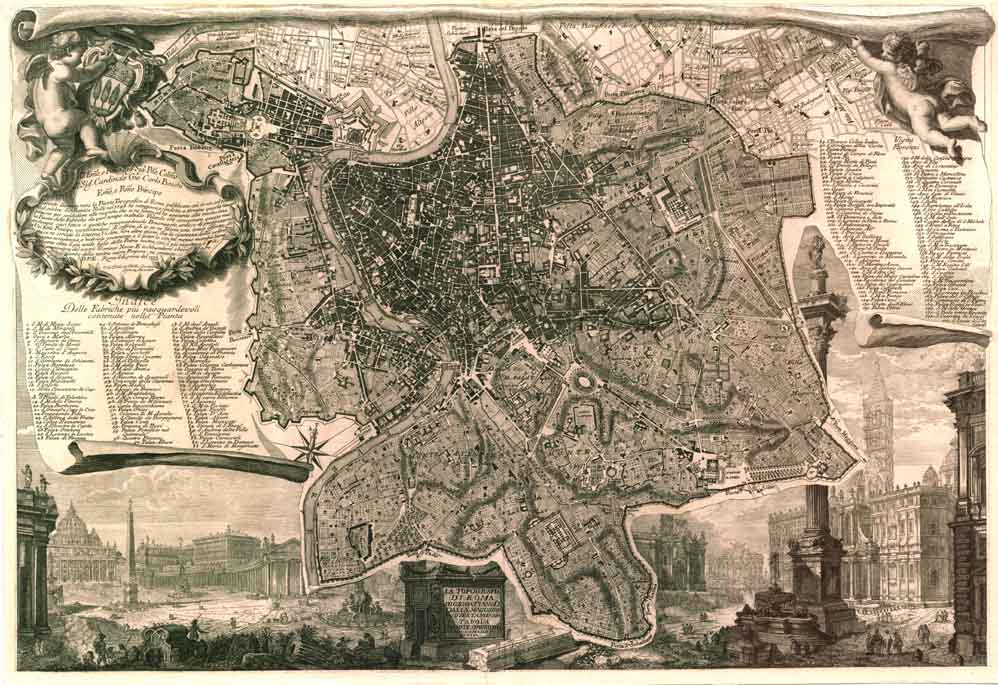
O Mapa de Nolli.

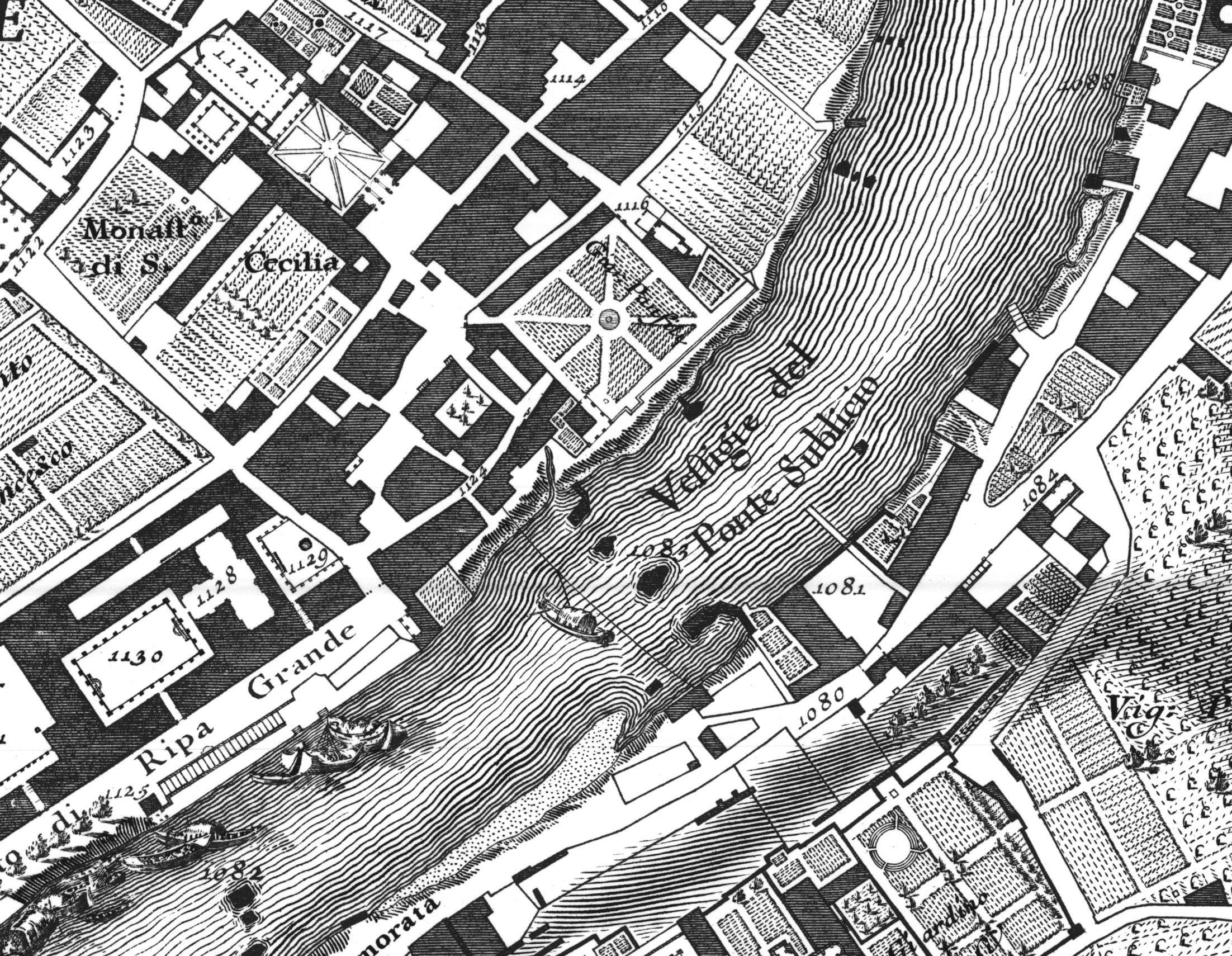
Detalhe do mapa a Ponte Sublício (em ruínas) e o Porto di Ripa Grande.

Giambattista Nolli ou Giovanni Battista Nolli (9 de abril de 1701–1 de julho de 1756 (55 anos) foi um arquiteto e agrimensor italiano conhecido principalmente por seu plano icnográfico de Roma, a "Pianta Grande di Roma", que ele começou pesquisando em 1736 e gravou em água-forte em 1748, atualmente conhecida como Mapa de Nolli. Ele é composto por doze gravuras em placas de cobre que juntas medem 176 x 208 cm e foi publicada em resposta à encomenda do papa Bento XIV de uma pesquisa topográfica de Roma para ajudar na demarcação dos tradicionais quatorze regiões (rione) de Roma. É, por larga margem, a descrição mais acurada de Roma pré-contemporânea.

## Biografia
Giambattista nasceu em 1701 em Como, e mudou-se para Roma graças ao patrocínio dos membros das famílias patrícias Albani e Corsini. Como arquiteto, trabalhou nas igrejas de Sant'Alessio, no monte Aventino, em 1743, e Santa Dorotea in Trastevere entre 1751 e 1756.

## Mapa de Nolli

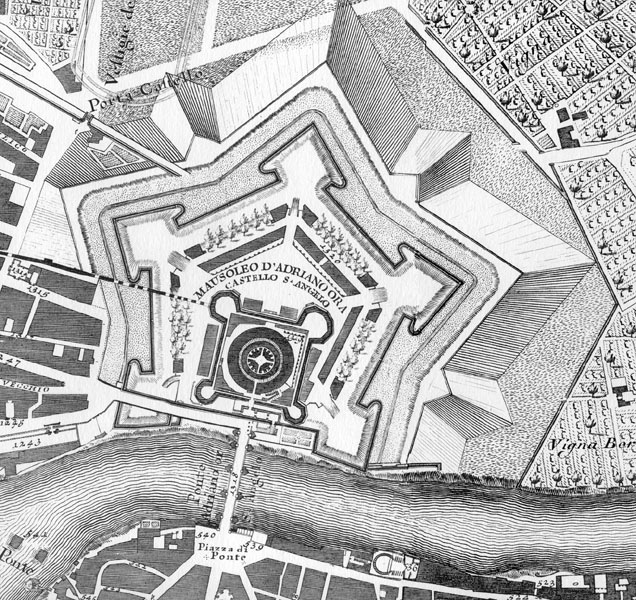
Detalhe do Castel Sant'Angelo.

O Mapa de Nolli reflete o Mapa de Bufalini de 1551, mas com importantes inovações propostas por Nolli. Em primeiro lugar, ele reorientou a cidade do leste (como era convencional na época) para o norte magnético, o que reflete o quanto Nolli dependia de sua bússola para determinar a topografia da cidade. Em segundo lugar, embora ele siga Bufalini na representação dos espaços construídos dos ainda livres, Nolli representa espaços confinados como a colunata da praça da Basílica de São Pedro e o Panteão como espaços cívicos livres. Finalmente, seu mapa foi um grande avanço na acurácia, notando inclusive a assimetria da Scalinata di Spagna. Ele foi utilizado no planejamento urbano da cidade até a década de 1970.
O mapa está emoldurado por uma veduta de Stefano Pozzi. Uma edição em escala menor, uma colaboração entre Nolli e Giovanni Battista Piranesi, foi publicada no mesmo ano em que o original foi terminado. Piranesi foi instrumental para que o trabalho fosse impresso, um trabalho que contou ainda com a participação de Giuseppe Vasi.

## O mapa figura-fundo
Giambattista Nolli utilizou a técnica da figura-fundo no mapa de Roma com o objetivo de obter maior precisão dos elementos urbanos e da relação entre eles no traçado da cidade por meio da exploração dos cheios e vazios com uma projeção vertical. Esse estilo cartográfico traça os mapas com uma configuração de "camadas", com os elementos do traçado urbano se sobrepondo, ilustrando com bastante clareza a lógica evolutiva por trás do tecido urbano, possibilitando uma análise de cheios e vazios. O mapa proporciona uma visão diferenciada da cidade, demonstrando claramente a topografia e estrutura urbana de Roma. Nele é possível reparar em uma hierarquia de proporção nos elementos do mapa, ao mesmo tempo em que existe uma distorção dos mesmos em detrimento da diminuição no mapa, além de possuir uma linguagem gráfica simples e intuitiva, com o preto representando os cheios, o branco os vazios e o cinza claro para representar a vegetação, por exemplo.
Os espaços públicos possuem uma característica de "fundo", como a Piazza Navona por exemplo, que é vista por vezes como um elemento pictórico que serve como plano de fundo para os edifícios, que possuem característica de "figura". Dessa forma, é possível que tanto a escala da edificação e a da cidade possam ser analisadas. Esse tipo de mapa trata o edifício não como um elemento isolado, mas como uma parte extremamente relevante para a malha urbana, da mesma forma o espaço da cidade é tratado com a mesma atenção a detalhes como os edifícios. Essas características conferem dinamicidade ao mapa de Roma justamente por explorar a relação do prédio (figura) com o seu contexto no espaço da cidade (fundo).

Além disso, é possível perceber que o mapa de Nolli demonstra um planejamento na expansão de Roma. Isso pode ser inferido da aglomeração de construções na região norte da cidade, com um grande espaço desocupado a sul e sudeste, o que se torna graficamente mais compreensível com o esquema cartográfico figura-fundo pois facilita a identificação dos elementos construídos, o que torna o traçado volátil e dinâmico em sua configuração urbana.